# 弗罗西诺内
弗罗西诺内位于意大利拉齐奥大区东南部，是弗罗西诺内省的首府。

## 歷史
最早在青銅時代，佛羅西羅內就已有人聚居。在古羅馬時代，為羅馬帝國一部分。中世紀後輾轉間成為教皇國一部分。
佛羅西羅內在近代經歷過明顯人口增長，由十七世紀中的2000人增長至意大利統一時的逾萬人。1863年有鐵路通車。

## 交通

### 航空
- 佛羅西羅內機場

### 公路
- A1公路

## 体育
- 弗羅西諾內足球俱樂部